# Britânia
| \| Britânia \|                           |
| Lage der Ortschaft von Britânia in Goiás |
| Britânia                                 |

| Britânia |

Britânia ist eine brasilianische politische Gemeinde im Bundesstaat Goiás in der Mesoregion Nordwest-Goiás und in der Mikroregion Rio Vermelho. Sie liegt westlich der brasilianischen Hauptstadt Brasília und nordwestlich von Goiânia, der Hauptstadt des Bundesstaates.

Wirtschaftlich bedeutsam sind in Britânia de Goiás vorwiegend Viehzucht, Landwirtschaft und Milcherzeugung.